# Žíšov
Žíšov (en allemand : Schischow) est une commune du district de Tábor, dans la région de Bohême-du-Sud, en République tchèque. Sa population s'élevait à 250 habitants en 2020.

## Géographie
Žíšov se trouve à 2 km au nord-nord-ouest du centre de Veselí nad Lužnicí, à 24 km au sud de Tábor, à 30 km au nord-est de České Budějovice et à 100 km au sud-sud-est de Prague.
La commune est limitée par Dráchov au nord, par Řípec au nord-est, par Veselí nad Lužnicí à l'est et au sud, et par Sviny et Borkovice à l'ouest.

## Histoire
La première mention écrite de la localité date de 1519.